# Marlon Tuipulotu
Marlon Tuipulotu (Independence, 31 maggio 1999) è un giocatore di football americano statunitense che milita nel ruolo di defensive tackle per i Philadelphia Eagles della National Football League (NFL).

## Carriera

### Philadelphia Eagles
Tuipulotu al college giocò a football a USC. Fu scelto nel corso del sesto giro (189º assoluto) nel Draft NFL 2021 dai Philadelphia Eagles. Nella sua stagione da rookie disputò 5 partite, nessuna delle quali come titolare, mettendo a segno 5 tackle.

### Kansas City Chiefs
Il 31 agosto 2024 Tuipulotu firmò con la squadra di allenamento dei Kansas City Chiefs.

## Palmarès
- National Football Conference Championship: 1

Philadelphia Eagles: 2022

## Vita privata
Il fratello minore, Tuli Tuipulotu, gioca per i Los Angeles Chargers. Inoltre è cugino del defensive back dei Denver Broncos Talanoa Hufanga.